# عمليات ميسان
1. العمليات العسكرية في ميسان
أ.
المرحلة الأولى – محاولة فرض الأمن وتشديد الرقابة (2007)
- في يونيو 2007، نفّذت قوات التحالف بقيادة أمريكا بالتعاون مع القوات العراقية عمليات واسعة في ميسان، شملت عمارة ومدينة المجّار الكبير، واستهدفت  عناصر جيش المهدي . خلال العمليات قُتل ما لا يقل عن 20 مسلحًا (من بينهم 17 من جيش المهدي حسب مكتب الصدر المحلي) وأُصيب حوالي 45 آخرين، وتُستخدم القوات الجوية الضغط الجوي في مواجهة إطلاق النار والقنابل RPG.

ب.
العملية الكبرى – “وعود السلام” (Operation Promises of Peace) – يونيو 2008
- في يونيو 2008، أطلقت الحكومة العراقية العملية الأمنية الكبرى في عمّارة، أُعدت بالتعاون الوثيق مع القوات الأميركية.
- تلقَّت المسوؤلين وحملة محددة لسكان جيش المهدي مهلة لتسليم أسلحتهم قبل بدء الحملة في 19 يونيو.
- نصحت قيادات الصدر مقاتليهم بعدم مقاومة القوات لتفادي نفس سيناريو المعارك العنيفة في الأعلى (مثل مدينة الصدر)، مما أدى إلى مقاومة خفيفة أو معدومة. كثير من القادة الميدانيين فرّوا إلى إيران قبل التنفيذ.

ج.
عمليات قنص ومداهمات جو-أرض (2008)
- في أغسطس–سبتمبر 2008 نفذت قوات مشتركة عراقية‑أميركية عملية إنزال جوي (air-assault) بمدينة ميسان اعتُقل خلالها أفراد مذكورين من شبكة مسؤولة عن الهجوم على القوات. العملية قادها الجيش العراقي (الفرقة 10) بمساندة طائرات وفرق مشاة من الجيش الأمريكي.

🔸 2. خلفية وتحليل حول جيش المهدي والنفوذ المحلي
جيش المهدي بقيادة مقتدى الصدر
- تأسس كميليشيا شيعية مناصرة لمقتدى الصدر، وبرز في أبريل 2004 بتمرد في مدن الجنوب مثل النجف وكربلاء وكسرة وصدر سيتي، وطرد الشرطة العراقية من محطاتهم وهاجم قوات أمريكية وعراقية شارفت على القتل، وأسفرت المعارك في بغداد عن سقوط ثمانية جنود أميركيين و35 مسلحاً من المهدي، والقتال امتد لعدة أشهر.

ميسان كمركز ولوجستاني للميليشيا
- تعتبر ميسان منطقة استراتيجية لمهدي وجماعات تصدر السلاح من إيران إلى العراق ضمن شبكة مدعومة من “لواء رمضان” الإيراني. قوات الأمن العراقية بدأت تركز عملياتها هنا منذ منتصف 2008 للتصدي لهذه التهريب ووقف النفوذ الإيراني. وقد سعى بعض قياديي الصدر للفرار قبل العمليات.  
  - بحلول مطلع 2010، سلّمت القوات الأميركية السيطرة على مواقع تدريب وقاعدة جوية في ميسان إلى الجيش العراقي، ما يعكس تحسنًا في قدرات القوات المحلية واستعادة السيطرة من المهدي.    🔹 ملخّص نهائي
  - جيش المهدي كان يسيطر محليًا على بعض أجزاء من ميسان، خصوصًا في عمّارة، وكان يُتهم بتهريب السلاح والتعاون مع إيران.
  - الانخراط الأمني الأميركي والعراقي شمل حصارًا بريًا وجويًا، وشنّ عمليات معتدلة في 2007، ومعظم المواجهة وصلت ذروتها بعملية وعود السلام في يونيو 2008.
  - أُعلنت نتائج العمليات عن اعتقالات وانسحاب نسبي من المليشيا، يليها نقل السلطة الأمنية تدريجيًا إلى القوات العراقية حتى 2010